# Night Swim
Night Swim (bra: Mergulho Noturno; prt: Águas Negras) é um filme estadunidense de 2024, do gênero terror sobrenatural, com direção e roteiro de Bryce McGuire e estrelado por Wyatt Russell, Kerry Condon e Gavin Warren. O filme recebeu resenhas negativas da crítica e arrecadou US$ 54 milhões em todo o mundo.

## Sinopse
O filme conta a história de um ex-jogador de beisebol que, aposentado à força por uma doença degenerativa, se muda com sua mulher e seus filhos para um novo imóvel residencial, que inclui uma grande piscina. No entanto, atrás da fachada, esse imóvel esconde um segredo sombrio e maligno, que coloca a vida de todos em risco.

## Elenco
- Wyatt Russell como Ray Waller
- Kerry Condon como Eve Waller
- Amélie Hoeferle como Izzy Waller
- Gavin Warren como Elliot Waller
- Jodi Long como Lucy Summers
- Ayazhan Dalabayeva como Rebecca Summers
- Nancy Lenehan como Kay
- Eddie Martinez como Treinador E
- Elijah J. Roberts como Ronin
- Rahnuma Panthaky como Dr. Sridhar
- Ben Sinclair como técnico de piscinas
- Ellie Araiza como Angel

## Recepção

### Resposta da crítica
No site agregador de críticas Rotten Tomatoes, 20 % das 171  resenhas dos críticos são positivas, com uma classificação média de 4,3 /10. O consenso do site diz: "Apesar de um começo promissor e de alguns sustos sólidos, Night Swim é desfeito por uma premissa que simplesmente não é forte o suficiente para sustentar um longa-metragem." O Metacritic, que usa uma média ponderada, atribuiu ao filme uma pontuação de 43 em 100, baseado em 32 críticos, indicando críticas "mistas ou médias". O público consultado pelo CinemaScore deu ao filme uma nota média de "C" em uma escala de A+ a F, enquanto o PostTrak relatou que 45% dos espectadores deram uma nota positiva, com 26% dizendo que definitivamente recomendariam o filme.